# Mausoleul Eroilor din Iași

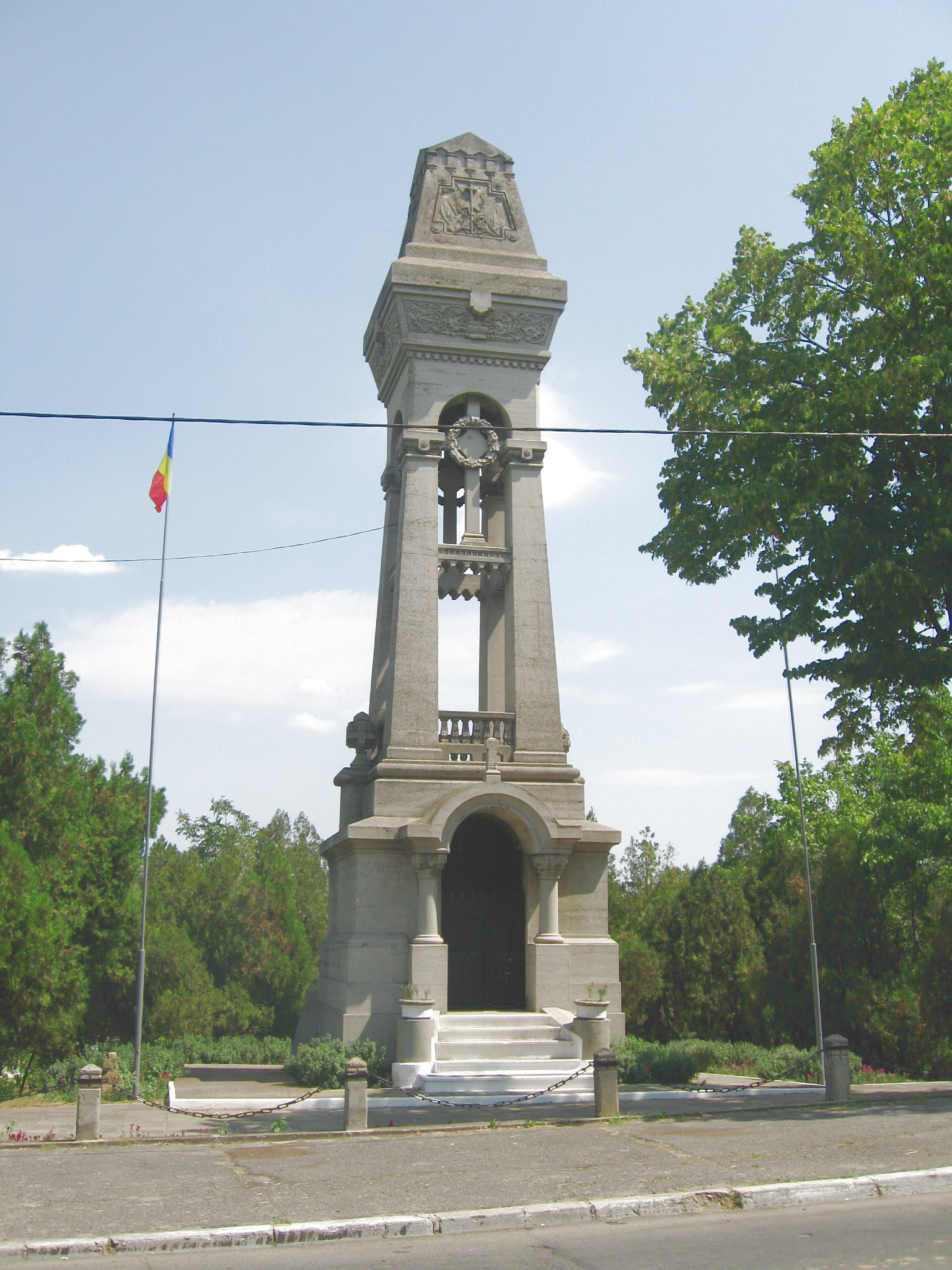
Mausoleul Eroilor din Iași

Mausoleul Eroilor din Iași este un monument construit din beton armat între anii 1928-1930 în municipiul Iași și dedicat memoriei eroilor căzuți în Primul Război Mondial. Acest mausoleu se află amplasat pe un deal din apropierea Mănăstirii Galata, pe marginea drumului care duce spre cartierul Nicolina și spre comuna Miroslava. 
Mausoleul este înconjurat de cimitirul eroilor căzuți în Primul Război Mondial ce conține osemintele a 6.000 de eroi soldați și cadre militare,

## Istoria monumentului
În anul 1928, filiala ieșeană a Societății „Cultul Eroilor“ a hotărât construirea unui cimitir de onoare în municipiul Iași, cu osuar și obelisc comemorativ, pentru înhumarea a 6.000 de soldați - eroi căzuți la datorie în Primul Război Mondial, care proveneau din cuprinsul a 15 comune din județul Iași. Locul unde urma să se realizeze construcția a fost ales de către mitropolitul Pimen Georgescu al Moldovei, împreună cu generalul Iacob Zadik, vicepreședintele Societății „Cultul Eroilor“ și cu primarul municipiului Iași, Osvald Racoviță. 
La data de 29 septembrie 1928, Consiliul Municipal Iași a aprobat, cu unanimitate de voturi, donarea unui teren în suprafață de 2.778 mp pe dealul din apropierea Mănăstirii Galata către Societatea „Cultul Eroilor”, în vederea construirii mausoleului și a unui cimitir de onoare. În afară de acesta, municipalitatea ieșeană a aprobat și donarea unei suprafețe de teren de 4.400 mp, cu scop de zonă de protecție a cimitirului de onoare, de apariția unor construcții private, care să știrbească din caracterul solemn al ansamblului comemorativ. Această zonă de protecție se întindea de la marginea cimitirului și până la râul Nicolina. 
Mausoleul Eroilor din Iași a fost construit între anii 1929 și 1930, pe baza proiectului realizat de celebrul inginer român Henri Coandă, fost elev al Liceului Militar din Iași. Fondurile pentru construirea acestuia au fost colectate prin subscripție publică. 
Impresionanta construcție din beton armat, vizibilă din oraș, are forma unui pătrat supraetajat în trei nivele cu retrageri succesive, la baza căruia se află un cub imens cu latura de 20 metri. La realizarea acestui monument au contribuit: arhitectul si pictorul Ioan Bălău (arhitectura și pictura murală interioară), cel care avea să devină savant de talie mondială, Henri Coandă (sculptura), iar antrepriza lucrării le-a aparținut fraților Marconini.
La baza monumentului se află cripta cu osemintele ostașilor români căzuți pe front în timpul primului război mondial. Ansamblul monumentului era format din mausoleul propriu-zis, unde au fost depuse osemintele eroilor cadre militare căzuți în primul război mondial, cimitirul cu osemintele a 6.000 de eroi soldați, reprezentat prin 6 cruci mari din ciment și 600 de cruci de format mic, cantonul paznicului monumentului (aflat la mică distanță de mausoleu, unde locuia paznicul) și o suprafață de protecție de 4.400 de metri pătrați. 
Schimbarea regimului politic din România de după cel de-al doilea război mondial a dus la dizolvarea Societății „Cultul Eroilor“, astfel că terenul pe care era amplasat întregul ansamblu comemorativ a reintrat în proprietatea Consiliului Popular Iași. Terenul pe care se află monumentul a fost consolidat în scopul evitării unor alunecări de teren între anii 1981-1983, actualmente stabilitatea acestuia fiind asigurată.

## Decăderea complexului comemorativ în prezent
În anul 1993, Asociația Națională „Cultul Eroilor“ și-a reluat activitatea, după 45 de ani de la dizolvarea sa de către regimul comunist. Doi ani mai târziu, în 1995, membrii asociației, împreună cu Asociația Veteranilor de Război din Iași, au făcut un inventar al complexului, constatând cu acest prilej dispariția a peste 400 de cruci mici, din cele 600 care au existat inițial. Dar în afară de crucile de piatră dispărute care erau puse pe mormintele soldaților români, din vechiul complex comemorativ au dispărut buteliile din interiorul mausoleului care alimentau „Flacăra Eternă”, drapelele, gardul care înconjura cimitirul și "Cartea de Aur", ce cuprindea toate datele despre monument. 
Zona de protecție a terenului, considerat sacru în perioada interbelică, era ocupată de mulți ani de locuințe private. După Revoluția din decembrie 1989, Primăria comunei Miroslava care a administrat pentru o perioadă terenul pe care se afla monumentul respectiv l-a împroprietărit pe nepotul ultimului paznic al monumentului cu o suprafață de 1.200 de metri pătrați situată chiar în incinta ansamblului. Noul proprietar a demolat cantonul paznicului și a construzit acolo o casă cu etaj. Astfel, din cei aproape 2.800 mp, câți fuseseră donați de municipalitate în anii 1920 pentru ridicarea mausoleului, acum au mai rămas mai puțin de 1.600 mp.
În noiembrie 2002 o instanță de judecată a Tribunalului Iași a emis o hotărâre judecătorească prin care a confirmat dreptul de proprietate a urmașului fostului paznic. Ca urmare a protestelor din partea asociațiilor veteranilor de război, s-a făcut recurs și în noiembrie 2005, printr-o sentință emisă de Tribunalul Iași s-a decis că acea persoană ocupa terenul în mod abuziv. Procesul se judecă în continuare. Membrii Asociației Cultul Eroilor din Iași au afirmat că noul proprietar și-a amenajat pe mormintele eroilor o grădină de zarzavat. 
În prezent, se mai pot vedea în jurul mausoleului doar puțin peste 120 de cruci mici, celelalte au dispărut.